# Maurice Meyssonnier
Pour les articles homonymes, voir Meyssonnier.
 (avril 2018).

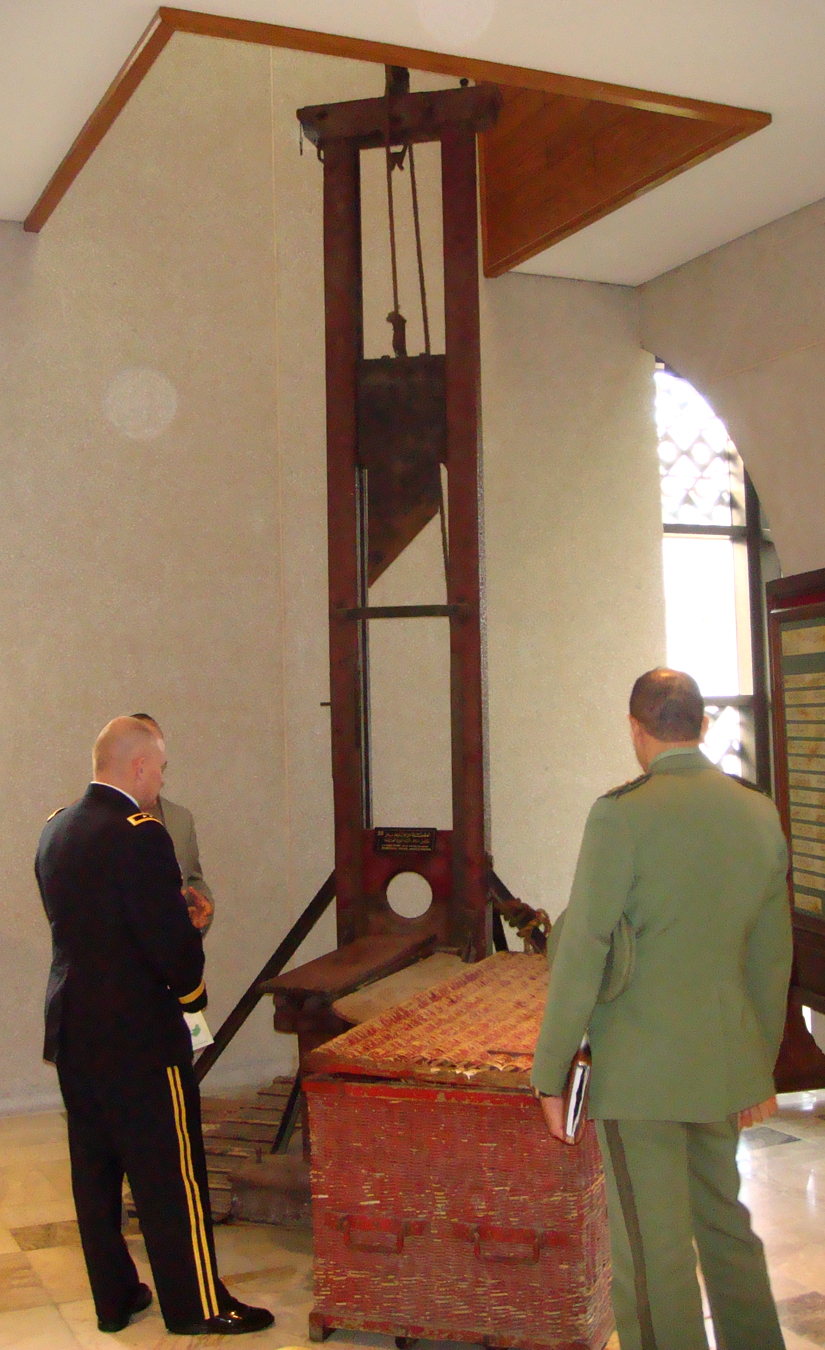
La guillotine utilisée par Maurice Meysonnier en Algérie est conservée au musée militaire central d'Alger.

Maurice Meyssonnier, né le 12 février 1903 à Alger est mort le 12 décembre 1963 à Nice, fut un bourreau français, dit « Monsieur d'Alger » car exerçant son office en Algérie. Il est le père de Fernand Meyssonnier.

## Biographie
Il fut exécuteur en chef de 1928 à 1962.
il travaillait comme auxiliaire de justice. Il touchait un salaire du niveau du salaire minimum interprofessionnel de croissance (SMIC), plus une prime de risque et une prime de tête, pendant la guerre d'Algérie. Mais il avait son affaire à côté, il tenait un bistrot.
Il était Pied-Noir de la deuxième génération et ex-militant du Parti communiste français.[réf. nécessaire]
Les exécuteurs étaient reconnus et appréciés en Algérie, il profitait d'avantages comme le port d'armes, les transports gratuits et des passe-droits auprès de la préfecture. Il fixait lui-même le jour de l'exécution. C'était presque toujours le mardi, le mercredi ou le jeudi, car cela l'arrangeait pour tenir son bar du vendredi au dimanche, parce qu'il y avait foule ces jours-là. Il travaillait à Alger mais aussi jusqu'à Oran ou Constantine, parfois jusqu'à Tunis.
Il a pratiqué plus de 340 exécutions, 144 membres du FLN algérien et 200 de droit commun.
Il offrit à son fils de 14 ans —qui assista en juillet 1947, alors qu'il a 16 ans, à sa première exécution— une maquette de guillotine.
En 1963, il est dénoncé par un pied-noir qui avait des vues sur son bistrot et par la suite, il est arrêté, insulté, molesté et torturé par la police algérienne ; il en réchappe miraculeusement et meurt deux mois plus tard, à la suite de ces mauvais traitements.

## Personnes exécutées
- Madeleine Mouton (1910-1948), l'empoisonneuse de Berthelot, guillotinée à Sidi Bel Abbès, le 10 avril 1948.